# Meganoton grandis
Meganoton grandis är en fjärilsart som beskrevs av Butler 1875. Meganoton grandis ingår i släktet Meganoton och familjen svärmare. Inga underarter finns listade i Catalogue of Life.